# Югай Володимир Миколайович
Володи́мир Микола́йович Юга́й (корейське ім'я Ю Хан Чо, *29 грудня 1922, Владивосток — †26 квітня 1997) — український живописець. Заслужений художник УРСР (1976).

## Біографічні дані
1945 року закінчив художнє училище в Алма-Аті. Того ж року вступив до Київського художнього інституту (нині НАОМА — Національна академія образотворчого мистецтва і архітектури). 1951 року закінчив інститут. Навчався в Олексія Шовкуненка.
1958 року став членом КПРС.

## Твори
- Картини з життя Тараса Шевченка:
  - «Айра Олдрідж у Тараса Шевченка» (1954–1960).
  - «У вільну хвилину» (1958–1960).
  - «Зоре моя вечірняя» (1963–1964).
  - «Єдина доля» (1963–1964).
- Ленініана:
  - «Пам'яті Ілліча» (1966–1967).
  - «У Шушенському» (1969).
  - «У Ілліча» (1980).
  - «Із Леніном».
  - «Портрет В. І. Леніна».
- Інші твори:
  - «Дружба. Остап Вишня і Максим Рильський» (1971).
  - «Партизанський штаб України» (1974).
  - «Фронтова весна» (1975).
  - «Вісті з Південного фронту» (1976).
  - «У комуну» (1982).
  - «У майбутнє» (1983).
  - «Опалена рідна земля» (1985).
  - «Святий Володимир» (1991).
  - «Чернігівщина» (1993).
  - «Березень» (1995).